# Jannes Van Hecke
Jannes Van Hecke (Maldegem, 15 januari 2002) is een Belgisch voetballer, die doorgaans speelt als centrale middenvelder. Van Hecke staat onder contract bij SK Beveren sinds 2024.

## Clubcarrière
Van Hecke is een jeugdspeler van Club Brugge en SV Zulte Waregem. Op 14 mei 2019 maakte hij zijn debuut op het hoogste niveau. In de met 0–5 gewonnen wedstrijd tegen Waasland-Beveren kwam hij vier minuten voor tijd Hicham Faik vervangen. Op 8 november 2019 startte hij tegen Anderlecht voor het eerst aan de wedstrijd.
In de zomer van 2021 vertrok Van Hecke transfervrij naar KV Mechelen waar hij een contract kreeg tot medio 2024, met optie voor één jaar extra.

## Clubstatistieken
| 2018/19                      | SV Zulte Waregem | Eerste klasse A | 2  | 0 | 0 | 0 | 2  | 0 |
| 2019/20                      | SV Zulte Waregem | Eerste klasse A | 2  | 0 | 0 | 0 | 2  | 0 |
| 2020/21                      | SV Zulte Waregem | Eerste klasse A | 12 | 0 | 0 | 0 | 12 | 0 |
| 2021/22                      | KV Mechelen      | Eerste klasse A | 10 | 0 | 1 | 0 | 11 | 0 |
| 2022/23                      | KV Mechelen      | Eerste klasse A | 28 | 0 | 4 | 1 | 30 | 1 |
| 2023/24                      | KV Mechelen      | Eerste klasse A | 22 | 0 | 1 | 0 | 23 | 0 |
| 2024/25                      | SK Beveren       | Eerste klasse B | 18 | 0 | 1 | 0 | 19 | 0 |
| Totaal                       | Totaal           | Totaal          | 92 | 0 | 7 | 1 | 99 | 1 |
| Bijgewerkt op 26 april 2025. |                  |                 |    |   |   |   |    |   |

## Interlandcarrière
Van Hecke is een Belgisch jeugdinternational. Van 2018 tot 2019 kwam hij 7 keer uit voor de U17 van het Belgisch voetbalelftal. Op 15 november 2019 debuteerde Van Hecke voor de U18 onder leiding van bondscoach Wesley Sonck. Hij speelde de volle 90 minuten mee in een oefeninterland tegen Tsjechië
1 Reus ·
4 Bateau ·
5 Luiz ·
6 Dicke ·
7 Kerrigan ·
8 Servais ·
9 Ola-Adebomi ·
10 Limbombe ·
11 Michiwaki ·
13 Khatir ·
15 Wuytens ·
16 Deman ·
18 Dewaele ·
20 Dassy ·
21 Jans ·
23 Fall ·
24 Moustapha ·
30 Corryn ·
32 Filipovic ·
34 Abrahams ·
43 Coopman ·
77 Ertürk ·
78 Van Hecke ·
84 Lusamba ·
92 Mertens ·
Brüls ·
Coach: Reedijk